# Danthonidium
Danthonidium  C.E.Hubb. é um género botânico pertencente à família Poaceae, subfamília Danthonioideae, tribo Danthonieae.
O gênero apresenta uma única espécie. Ocorre nas regiões tropicais da Ásia.

## Espécie
- Danthonidium gammiei  (Bhide) C.E.Hubbard